# Brunt-Väisälä-Frequenz
Die Brunt-Väisälä-Frequenz, oder Auftriebsfrequenz ist in der Dynamik atmosphärischer Prozesse und in der Ozeanografie die Frequenz, mit der ein vertikal ausgelenktes Masseelement in einem statischen System oszilliert. Sie ist in der Atmosphäre
{\displaystyle N\equiv {\sqrt {{\frac {g}{\theta }}{\frac {d\theta }{dz}}}}} .
Dabei bedeuten:
- {\displaystyle \theta } die potentielle Temperatur, d. h. die Temperatur, die das System bei Überführung auf ein festgelegtes Standarddruckniveau (1000 hPa) durch eine Adiabatische Zustandsänderung einnehmen würde,
- {\displaystyle g} die Erdbeschleunigung und
- {\displaystyle z} die Höhe.

Im Wasser, wo die Dichte nicht direkt proportional zur Temperatur variiert, gilt
{\displaystyle N\equiv {\sqrt {-{\frac {g}{\rho }}{\frac {d\rho }{dz}}}}} .
Hier ist
- {\displaystyle \rho } die potentielle Dichte.

Die Brunt-Väisälä-Frequenz wurde nach David Brunt (1886–1965) und Vilho Väisälä benannt.

## Zusammenhang
Die Brunt-Väisälä-Frequenz kennzeichnet dynamische Prozesse in einem statisch stabil geschichteten Medium (Luft, Wasser).
In einem statisch instabilen Medium oszillieren vertikal ausgelenkte Masseelemente nicht, sondern bewegen sich weiter in die Richtung der ursprünglichen Auslenkung.